# Montes Riphaeus

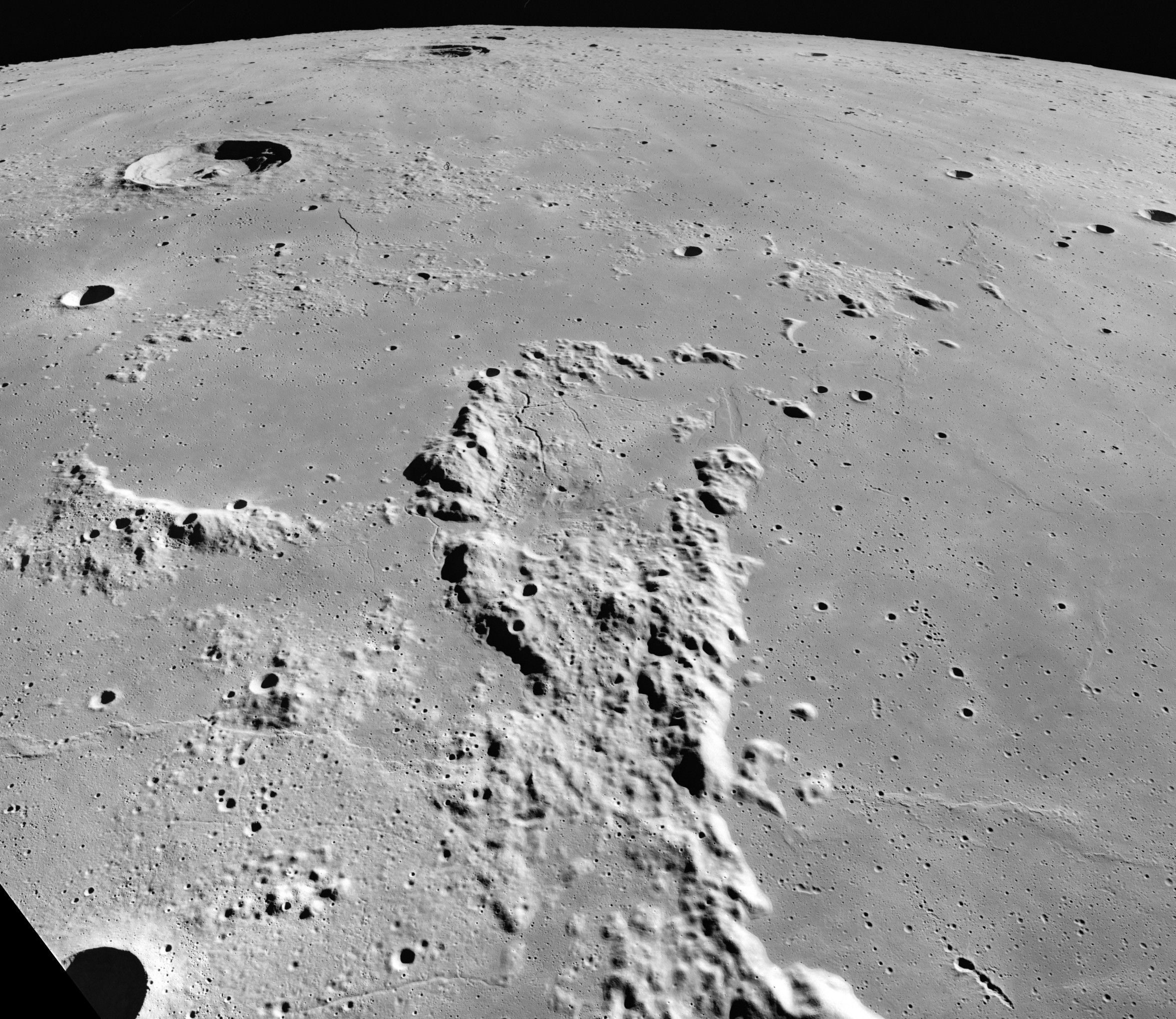
Vista oblicua de los Montes Riphaeus desde el Apolo 16

Los Montes Riphaeus (nombre en latín para "Montañas Riphaeus") es una cordillera irregular de la Luna. Se encuentra en el borde oeste-noroeste del Mare Cognitum, en el borde sureste del Oceanus Procellarum. Presenta generalmente un rumbo desde el norte-noreste al sur-suroeste. Incluye una serie de líneas de crestas esbeltas con valles inundados por intrusiones de flujos de lava.
Este grupo de montañas está ubicado en las coordenadas selenográficas 7.7° Sur, 28.1° Oeste. Su diámetro envolvente es de 189 km, aunque su anchura característica es de tan solo entre 30 y 50 km. El elemento notable del relieve lunar más cercano es el cráter Euclides, un relativamente pequeño impacto (pero muy visible) situado al oeste. Cerca de 160 km al norte aparece el cráter Lansberg.

## Denominación
La cordillera debe su nombre a los Montes Ripeos, denominación en la geografía de la antigüedad clásica de un sistema montañoso cuya localización exacta se desconoce (pudo hacer referencia a los Alpes o a los Urales).

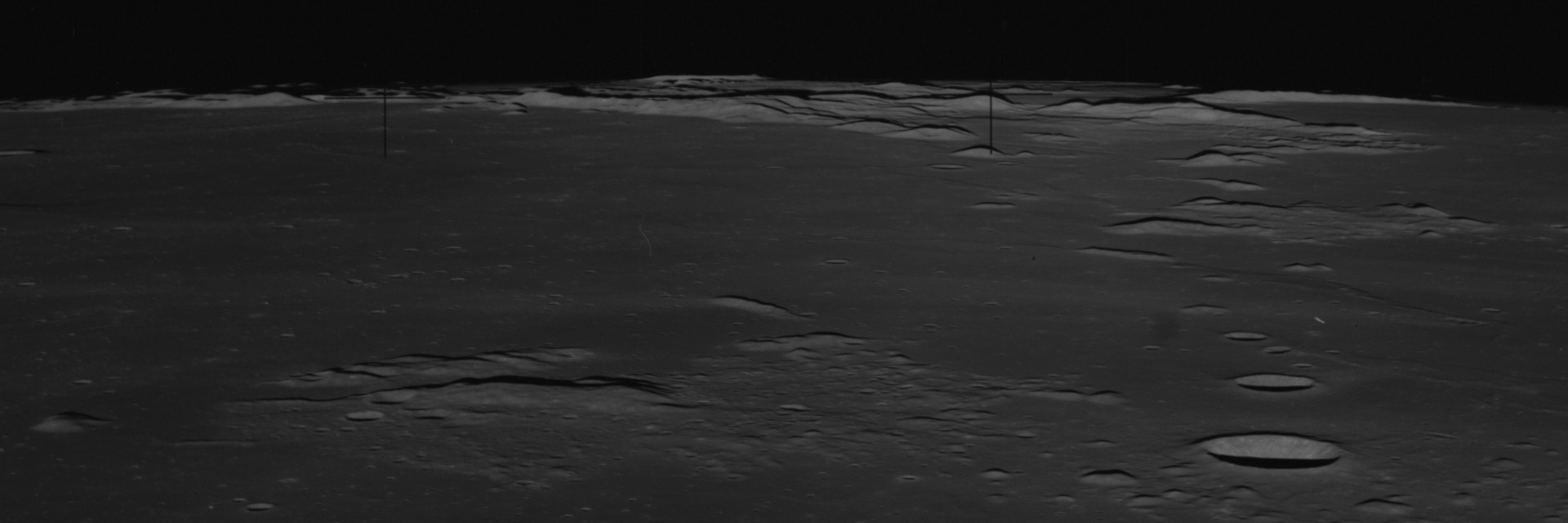
Montes Riphaeus sobre el horizonte, mirando al este. Imagen tomada desde el Apolo 14.